# Elazar
Elazar (en hebreu: יישוב אלעזר) és un assentament israelià situat a l'Àrea de Judea i Samaria, a Cisjordània, a 18 quilòmetres al sud de Jerusalem, l'assentament està situat en el bloc de Gush Etzion. Elazar és un assentament comunitari. En 2017 tenia una població de 2.571 habitants. L'assentament és administrat pel Consell Regional de Gush Etzion. La comunitat internacional considera que els assentaments israelians en la Cisjordània ocupada són il·legals segons el dret internacional, encara que el govern israelià no està d'acord amb aquesta afirmació.

## Netiv HaAvot
El lloc d'avançada Netiv HaAvot, oficialment és una expansió de l'assentament Elazar. El lloc avançat està situat a 500 metres de la jurisdicció de l'assentament d'Elazar, i està a prop de l'assentament d'Alon Shvut, va ser construït en unes terres que algunes organitzacions a favor dels drets humans, consideren terres agrícoles palestines de propietat privada, com l'antiga propietat de la família Musa d'Al-Khader. Els vilatans locals palestins diuen que ells son els amos legítims de la terra, i que van treballar fins que es van implantar els tocs de queda, després de la segona intifada, la qual cosa els va obligar a abandonar les seves terres, mentre que els colons es van traslladar als seus terrenys, per tal de construir habitatges. En el mes de febrer de 2001, el General de Brigada Baruch Spiegel, va declarar que el lloc d'avançada es va construir en terres palestines de propietat privada, i en unes terres la propietat de les quals encara no estava determinada. Posteriorment, el lloc avançat Netiv HaAvot, va figurar entre els 105 llocs d'avançada enumerats en l'informe Sasson presentat al govern israelià en 2005, l'informe va assenyalar que el Ministeri Israelià d'Habitatge i Construcció, havia gastat fins a aquesta data 300.000 NIS per desenvolupar l'indret.